# Грантола
Грантола, Ґрантола (італ. Grantola) — муніципалітет в Італії, у регіоні Ломбардія,  провінція Варезе.
Грантола розташована на відстані близько 540 км на північний захід від Рима, 65 км на північний захід від Мілана, 16 км на північ від Варезе.
Населення — 1272 особи (2014).

## Демографія
Населення за роками:

Станом на 1 січня 2023 року в муніципалітеті офіційно проживали 103 іноземці з 21 країни, серед них 21 громадянин країн Євросоюзу та 9 громадян України.

## Сусідні муніципалітети
- Кассано-Валькувія
- Кульяте-Фаб'яско
- Кунардо
- Феррера-ді-Варезе
- Мезенцана
- Монтегрино-Вальтравалья